# Berberis russellii
Berberis russellii är en berberisväxtart som först beskrevs av N. P Taylor, och fick sitt nu gällande namn av J. S. Marroquin och J. E. Laferriere. Berberis russellii ingår i släktet berberisar, och familjen berberisväxter. Inga underarter finns listade i Catalogue of Life.